# Katyňský masakr

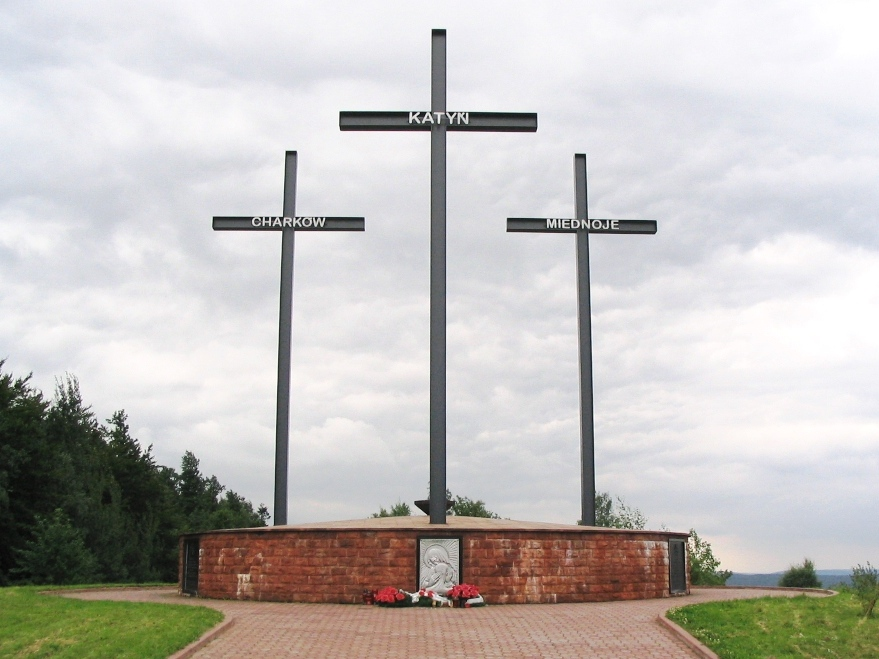
Památník Katyň-Charkov-Mednoje ve Svatokřížských horách, v Polsku

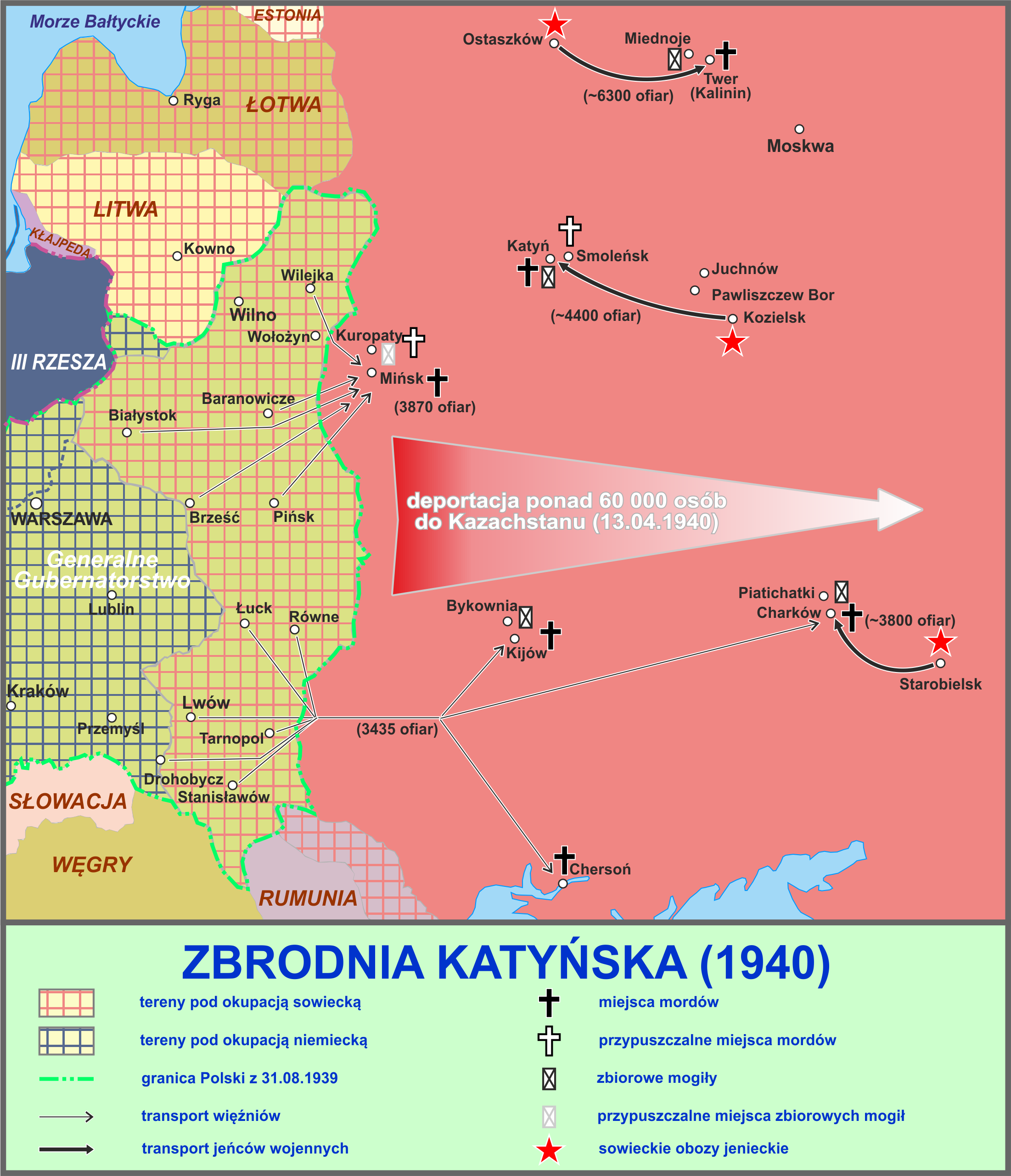
Katyňský masakr

Katyňský masakr nebo Katyňský zločin (polsky zbrodnia katyńska) je označení pro povraždění polských válečných i civilních zajatců vězněných v sovětských koncentračních táborech a táborech pro válečné zajatce, které provedla NKVD v roce 1940. Povražděno bylo přibližně 22 000 mužů – zejména důstojníků a příslušníků inteligence. Sovětský svaz popíral vinu až do roku 1990.

## Předehra

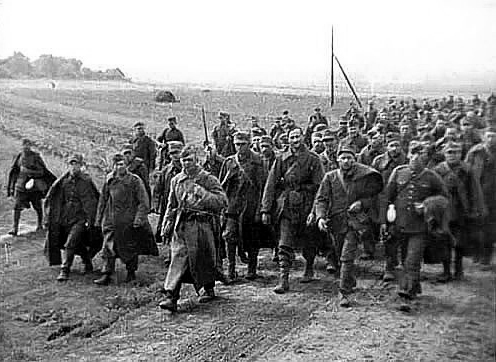
Polští vojáci zajatí Sověty během invaze do Polska

Poté, kdy nacistické Německo přepadlo 1. září 1939 Polsko a rozpoutalo tak druhou světovou válku v Evropě, se k jeho útoku v souladu s tajnými dohodami v rámci paktu Molotov–Ribbentrop připojil dne 17. září i Sovětský svaz. Ten následně získal kromě území a podrobeného obyvatelstva asi 15 000 válečných zajatců důstojnických hodností, k nimž připojil ještě asi 10 000 příslušníků inteligence (většinou rezervistů) zajatých mimo bojové operace. Tito všichni byli vězněni ve zcela nevyhovujících podmínkách v západním Rusku, Bělorusku a na Ukrajině až do roku 1940, kdy vedení SSSR došlo na návrh šéfa NKVD Lavrentije Beriji k názoru, že není žádoucí, aby se „prominentní váleční zajatci“ obecně nepřátelsky smýšlející vůči SSSR a komunismu vůbec vrátili domů, a nechalo je povraždit. Jako důvod likvidace se v příkazu k ní výslovně udává právě jejich nepřátelský postoj k SSSR a jeho režimu.

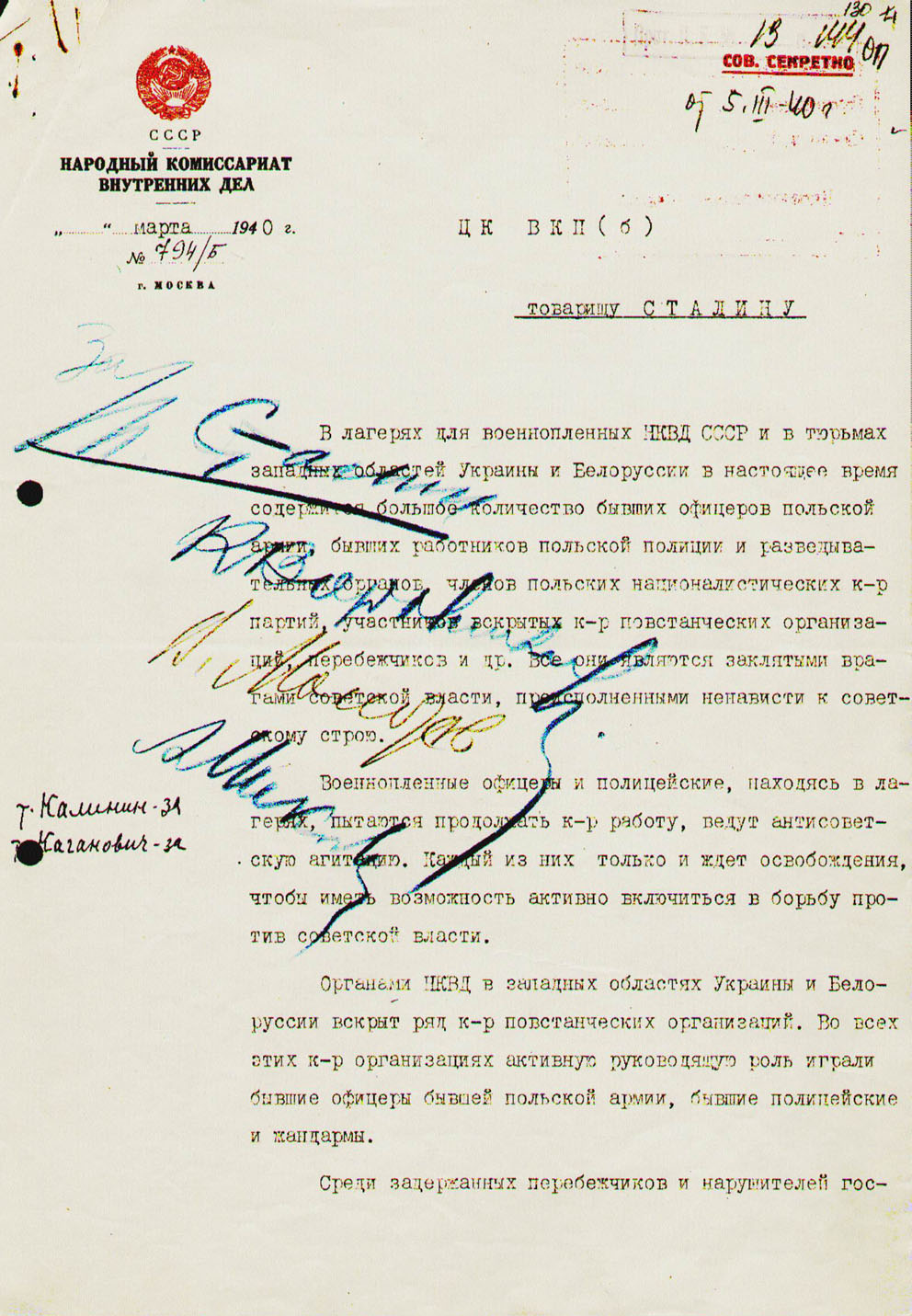
Příkaz k vraždě navržený Berijou a podepsaný Stalinem, vrchním sovětským vůdcem, Klimentem Vorošilovem, významným maršálem Rudé armády, Molotovem, Sovětským diplomatem, a také Anastázem Mikojanem, vrchní autoritou Státního výboru obrany a souhlas k vraždě podepsaný Michailem Kalininem a Lazarem Kaganovičem

## Masakr
Hlavní vraždění bylo koncentrováno na třech místech (Katyň, Kalinin a Charkov), kde bylo dohromady pozabíjeno asi 15 000 lidí (důstojníci), na řadě dalších míst však bylo v téže době po menších skupinkách povražděno dalších 10 000 (většinou příslušníci inteligence). Další řádově tisíce lidí byly povražděny v roce 1941. Z důvodu neshody, které z těchto zavražděných zahrnout pod pojem Katyňský masakr a které nikoliv, kolísají udávané počty obětí masakru, a to v rozmezí 15–28 tisíc lidí. Mezi zavražděnými byl například i bratr premiéra polské exilové vlády, generál Franciszek Sikorski, Xawery Czernicki či Jakub Wajda, otec režiséra Andrzeje Wajdy.
Poté co již v roce 1939 provedli Němci na okupovaném polském území operace „Tannenberk“ a „Inteligence“, při kterých zahynulo kolem 60 tisíc předních Poláků a další byli odvlečeni do německých koncentračních táborů, znamenal Katyňský masakr další výraznou ztrátu v řadách polské elity.

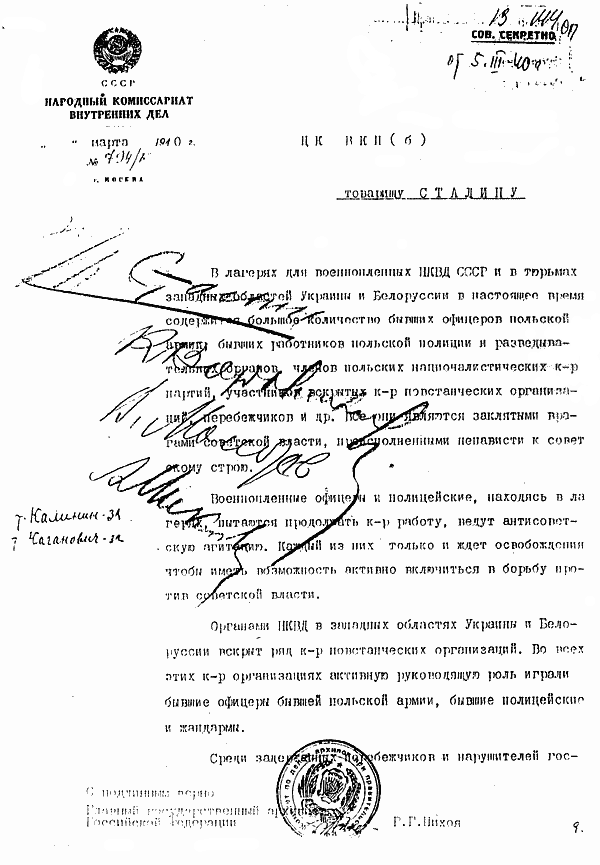
Berijův doplněk
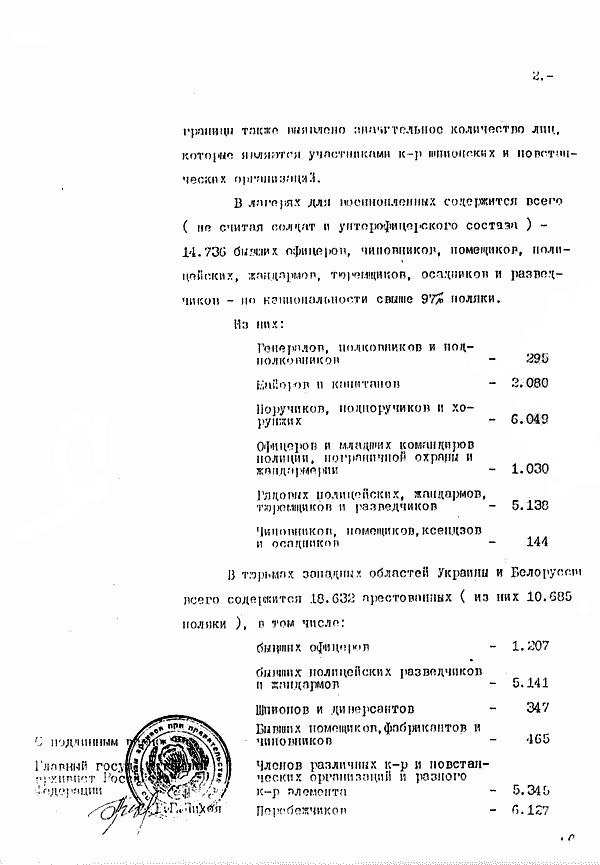
str. 2
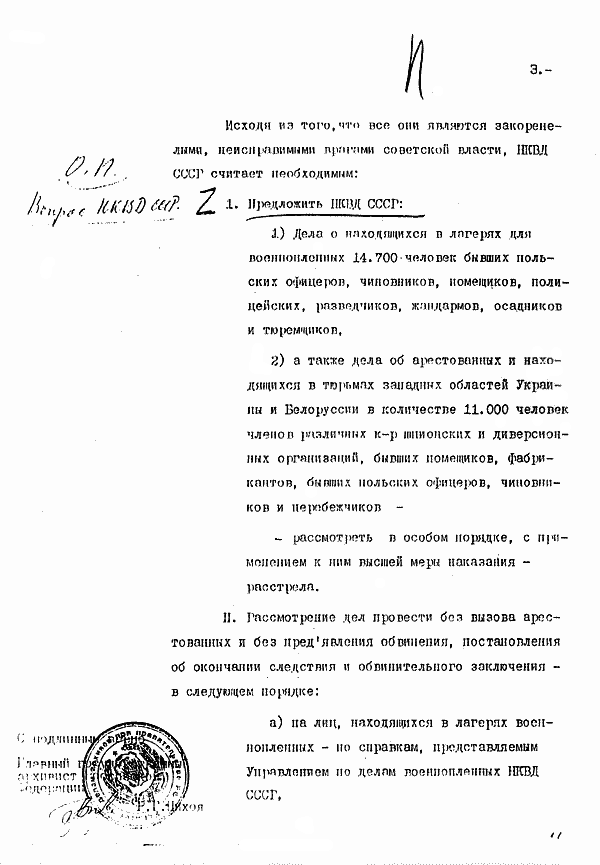
str. 3
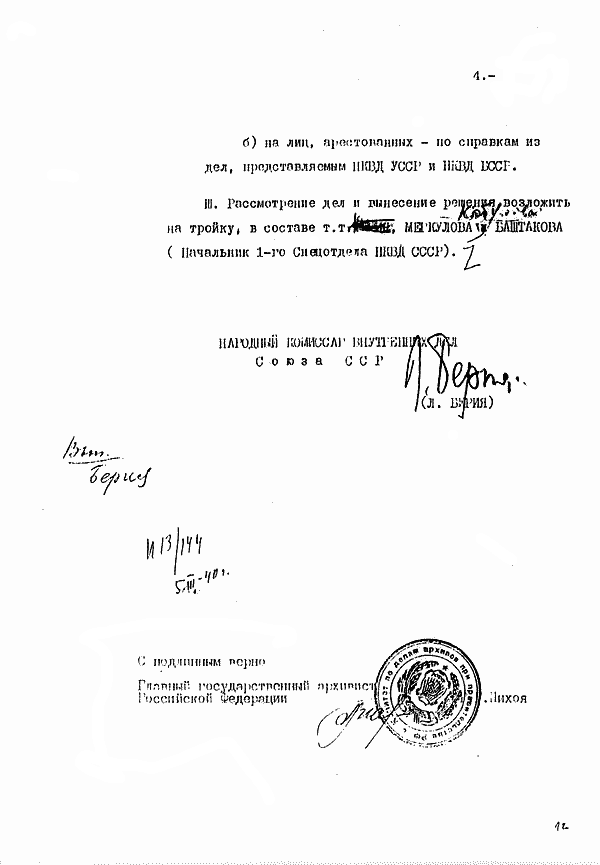
str. 4

### Nacistická kampaň
13. dubna 1943 německý rozhlas Berlín přinesl senzační zprávu o objevu hromadných hrobů polských důstojníků. Německo do masívní protiruské kampaně zapojilo všechna média, tisk, rozhlas, film, plakáty. V posledních dubnových dnech byli do Katyně k exhumaci obětí pozváni význační lékaři, kriminalisté a antropologové, např. prof. Saxen (Finsko), Dr. Orsos (Maďarsko), François Naville (Švýcarsko), dr. Vincenzo Palmieri (Itálie), dr. Marko Markov (Bulharsko), prof. MUDr. František Hájek z protektorátu Čechy a Morava. Po válce prof. Hájek i Markov budou za vlády komunismu ve svých zemích zatčeni a donuceni odvolat svůj podpis na protokolu. Prof. Palmieri i François Naville, kteří nebudou žádnému tlaku vystaveni, svá stanoviska nikdy nezmění. Z donucení přijeli do Katyně i novináři, spisovatelé a politici, aby se přesvědčili o bolševickém teroru. Mezi nimi byl i český spisovatel František Kožík, který o tom, co viděl, napsal reportáž a 30. dubna 1943 o svých zážitcích z cesty do Katyně promluvil v rozhlase. Mýtem je přítomnost Gustáva Husáka mezi katyňskými svědky. Ve skutečnosti Husák absolvoval (v uniformě vojáka Slovenského státu) podobný propagandistický zájezd "po zvěrstvech bolševického režimu" na Ukrajinu, ale už na podzim roku 1941.

## Odhalení a lži

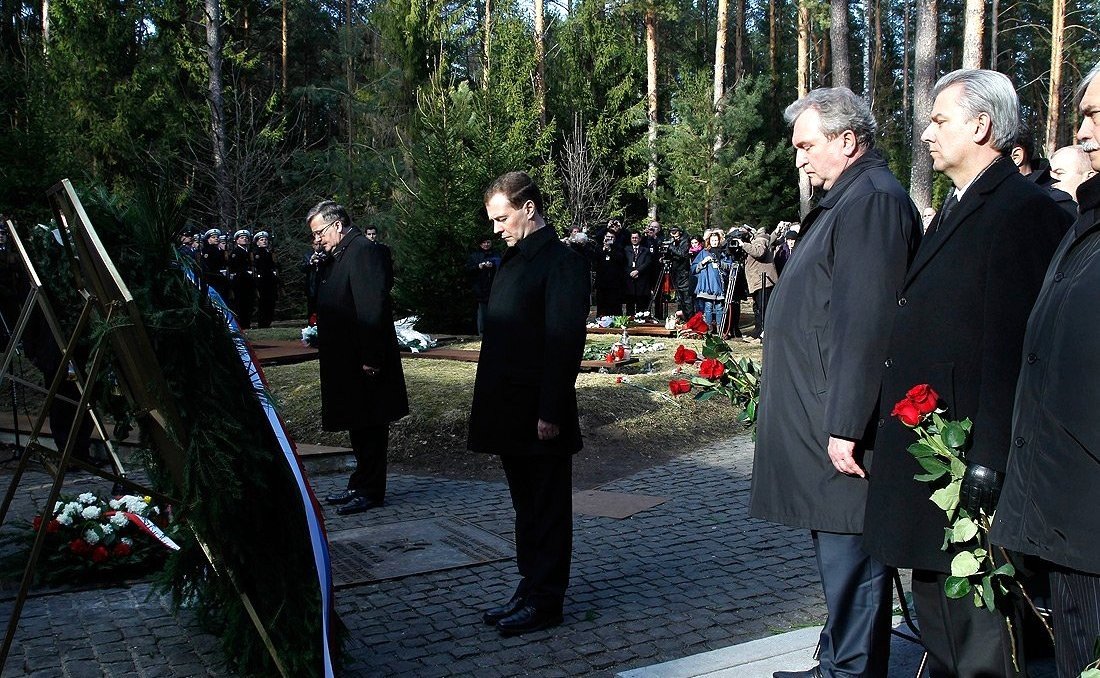
Ruský prezident Medveděv a polský prezident Bronislaw Komorowski uctívají v dubnu 2011 památku obětí Katyňského masakru

Po vypuknutí Velké vlastenecké války se polská exilová vláda pokoušela vymoci propuštění svých Sovětským svazem vězněných občanů a vojáků včetně těchto povražděných, o nichž se domnívala, že ještě žijí (nebo v to alespoň doufala). Stalin tehdy tvrdil, že ve zmatcích na začátku bojů uprchli a on o nich nic neví[zdroj?]. V roce 1943 byly německou armádou u Katyně objeveny první masové hroby, do nichž byli zmasakrovaní zajatci pohřbeni. Německo se pokusilo celou věc propagandisticky využít, Sovětský svaz je na oplátku obvinil, že vraždění je jejich dílo. I v průběhu Norimberského procesu se Sovětský svaz nejprve pokusil svalit vinu za masakr na poražené Německo, to však nebylo reálné, neboť dostupné důkazy byly dost průkazné. Sovětský svaz přesto popíral svou vinu až do roku 1990, kdy tehdejší sovětský vůdce Michail Gorbačov přiznal, že jde o zločin stalinismu. Posléze Sovětský svaz označil i zbylé masové hroby a vydal kopie klíčových dokumentů, včetně rozhodnutí o likvidaci zajatců podepsaného vedením SSSR. Přesto však panují stále nejasnosti, týkající se tehdejších událostí, případně jsou události Katyňského masakru zcela zpochybňovány. Na konci dubna roku 2010 byly elektronické kopie základních dokumentů o masakru na příkaz prezidenta Medveděva zveřejněny na stránkách ruské Federální archívní agentury. V České republice je katyňská genocida zpochybňována například významným komunistickým funkcionářem Josefem Skálou, který byl následně soudně potrestán za popírání válečného zločinu.
V listopadu 2010 ruská Státní duma schválila rezoluci, která prohlásila, že Katyňský masakr byl zločin provedený na přímý příkaz Stalina a dalších sovětských funkcionářů. V roce 2011 označil Katyňský masakr za zločin ruský prezident Dmitrij Medveděv a prohlásil: „Odpovědnost za tento zločin nese tehdejší vedení Sovětského svazu. Snahy o nějaké jiné verze se neopírají ani o historické dokumenty, ani o morální důvody.“

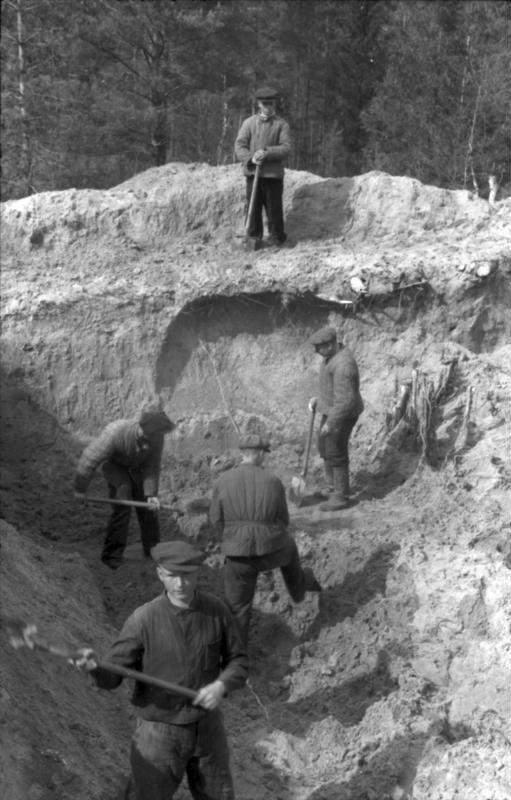
Německé výkopové práce na hrobech
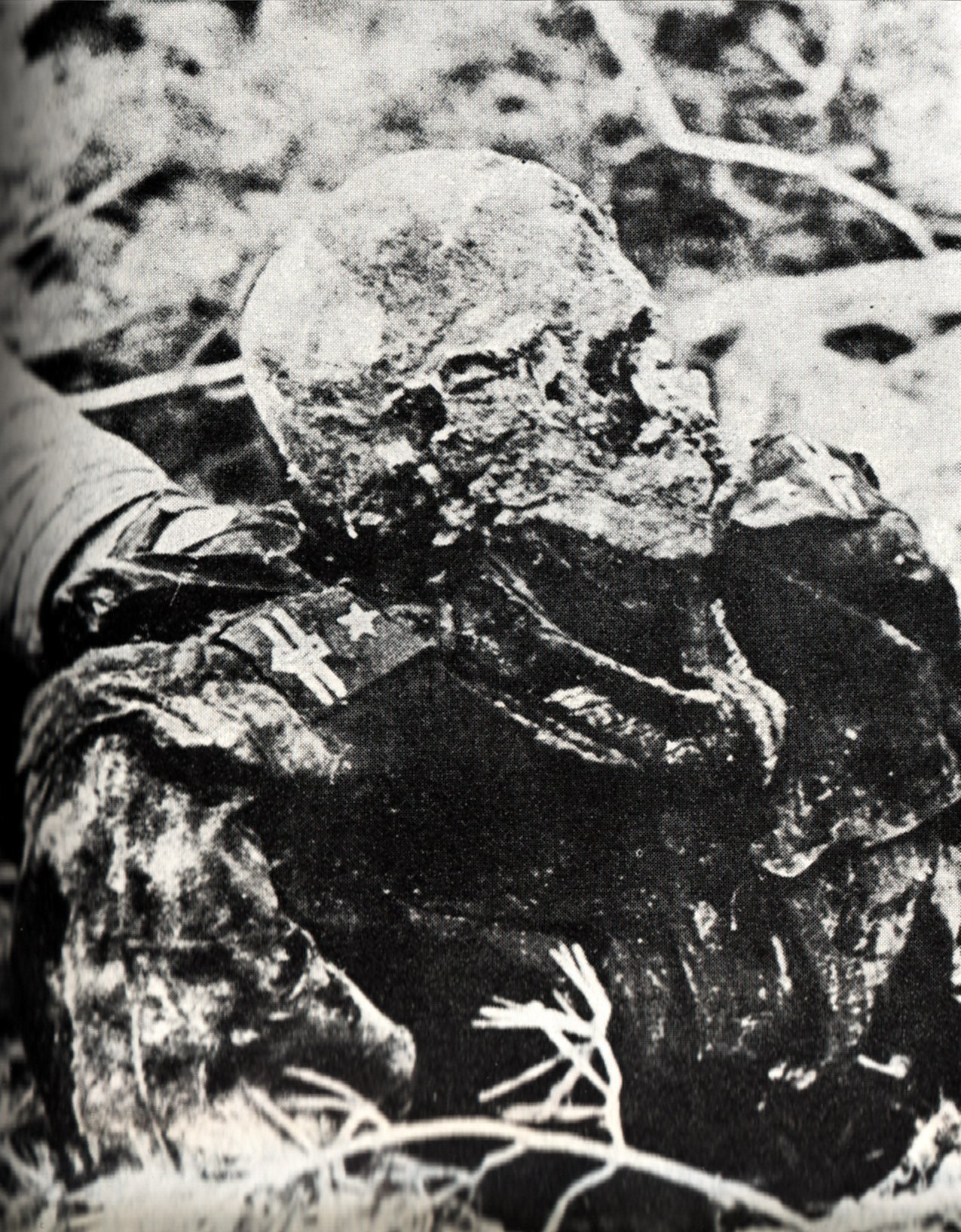
Jedno z nalezených mrtvých těl
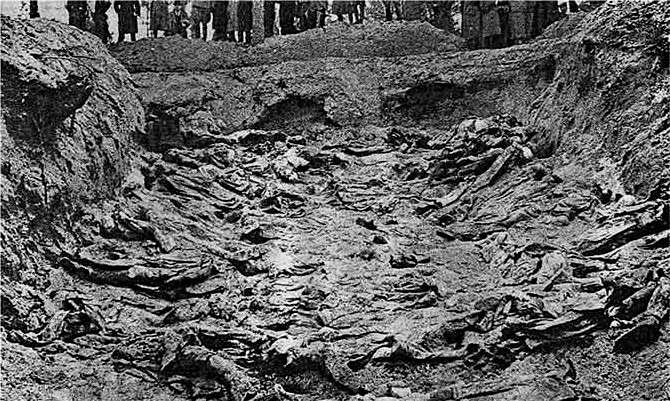
Masový hrob v Katyni, 1943
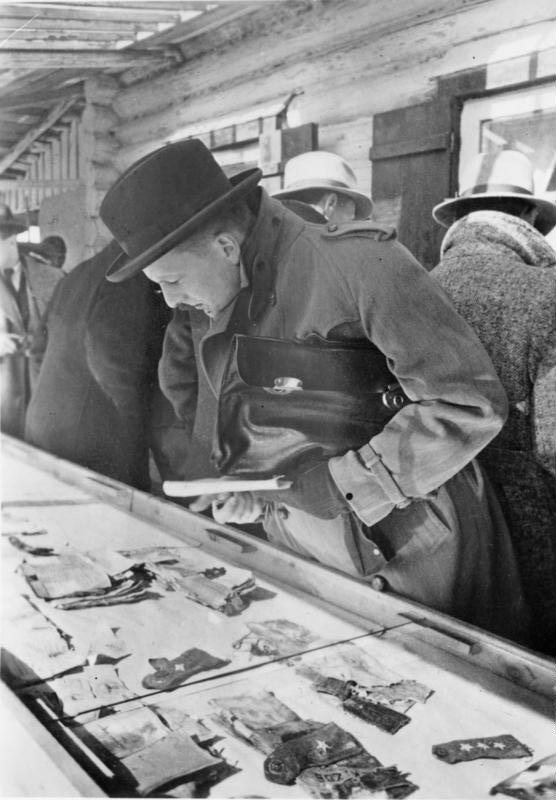
Němečtí vyšetřovatelé si prohlížejí nalezené předměty
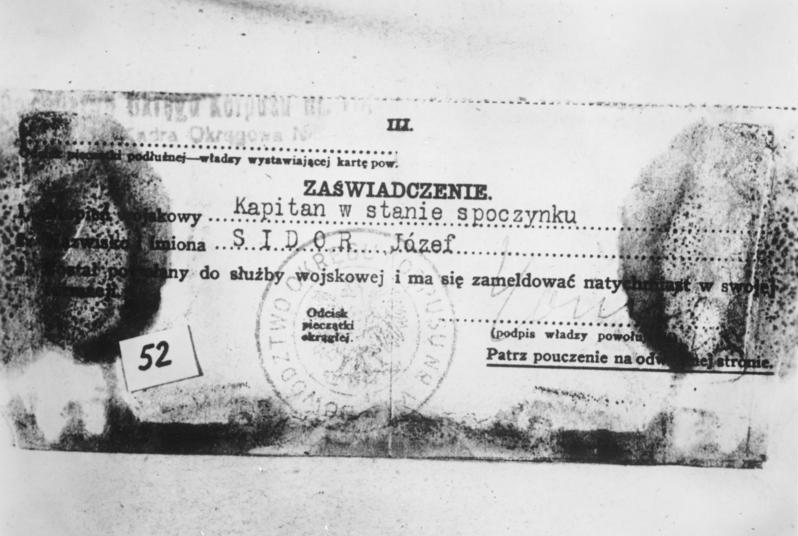
Nalezený průkaz „Kapitán polské armády ve výslužbě“
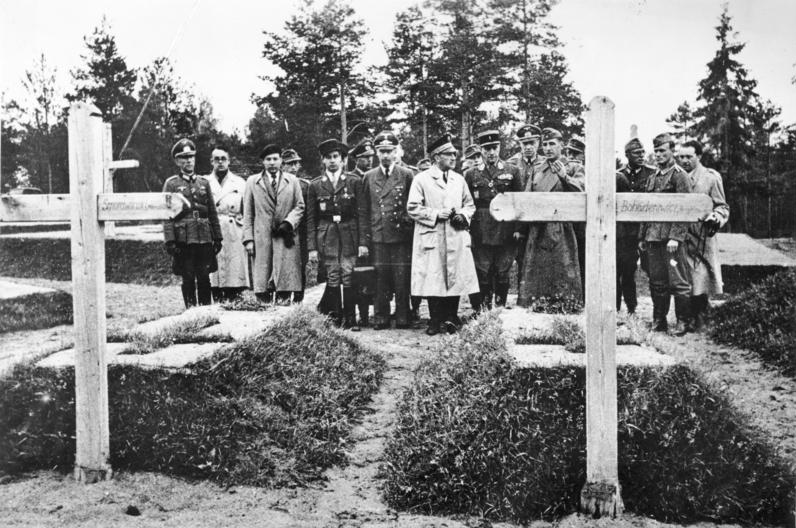
Zástupce Vichistické Francie Fernand de Brinon a ostatní v Katyni před hroby generálů Smorawińského a Bohatyrewicze, duben 1943

## Muzea a památníky
Existuje celá řada památníků připomínající masakr a jeho oběti, především v Polsku a na místech bývalého SSSR, kde k masakrům došlo. V roce 1993 otevřelo Muzeum polské armády ve Varšavě Katyňské muzeum.

## Díla

### Filmy
První filmy připomínající masakr vznikly na Západě. Po pádu komunismu v Polsku a dotčených zemích bývalého SSSR vznikla celá řada filmů i v tomto prostoru. Nejznámější z nich je film Andrzeje Wajdy Katyň z roku 2007.
Vraždění Poláků řídil plukovník státní bezpečnosti Pogrebnoj, jak ve svých vzpomínkách napsal Anatolij Granovskij, v té době byl jemu znám počet obětí pět tisíc.
| „                     | Právě Pogrebnoj řídil masakr pěti tisíc polských důstojníků v katyňském lese, aby se tím zdecimoval důstojnický sbor polské armády. | “ |
| — Anatolij Granovskij | |   |

## Uctění obětí v roce 2007

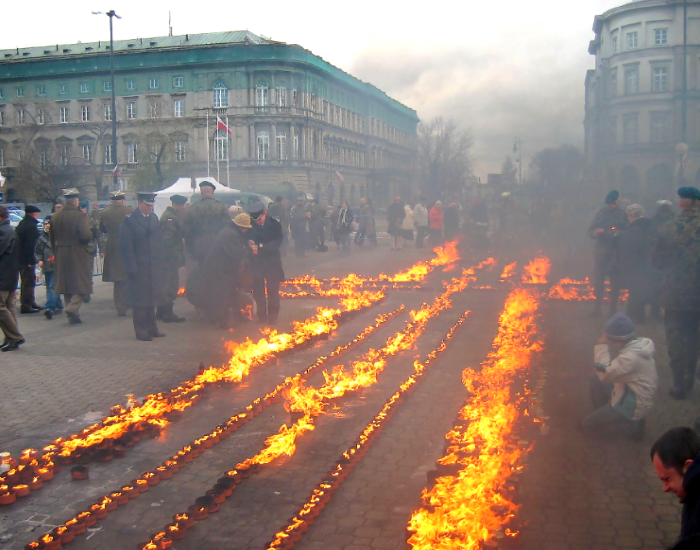
Oheň zapálený na památku obětí.
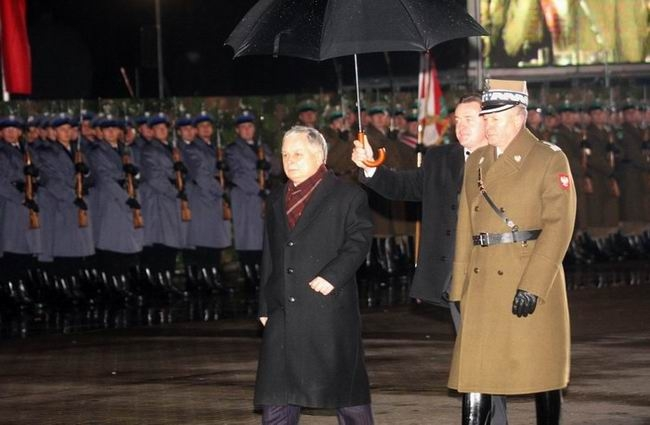
Na pietní akt se dostavil i tehdejší polský prezident Lech Kaczyński
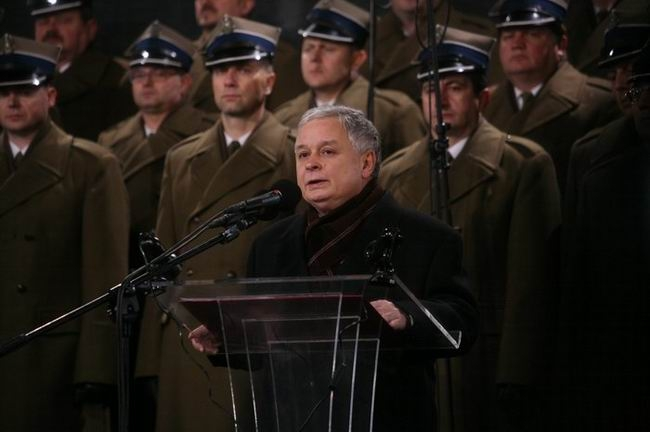
Lech Kaczyński pronáší projev. V pozadí jsou příslušníci polské armády
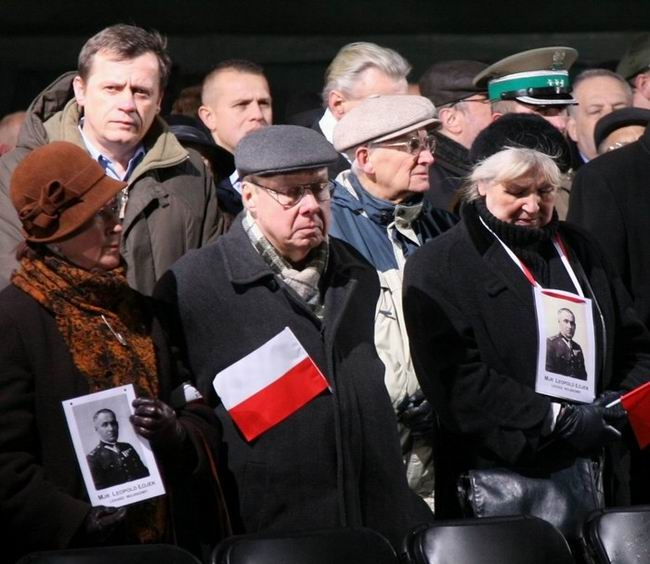
Pozůstalí, příbuzní a další lidé, kteří přišli vzdát úctu obětem

## Tragédie při uctění obětí v roce 2010
Dne 10. dubna 2010 při cestě na pietní akt zahynuli po pádu letadla Tupolev Tu-154 při přistání významní představitelé Polska, mimo jiné polský prezident Lech Kaczyński s manželkou Marií (pád letounu z 96 pasažérů a členů posádky nikdo nepřežil).
Polský režisér Antoni Krauze natočil v roce 2016 o tragickém pádu letadla a jeho vyšetřování film Smolensk.